# Portada/article gener 18

## País Valencià
El País Valencià és un país d'Europa i de la Mediterrània situat a l'est de la península Ibèrica. Amb la denominació de Comunitat Valenciana, el 1982 es constitueix com una comunitat autònoma d'Espanya, després d'haver accedit a l'autogovern el 1978 amb el Consell del País Valencià, precursor de l'actual Consell de la Generalitat Valenciana. D'acord amb el seu Estatut d'Autonomia, els seus habitants, el poble valencià, són una nacionalitat històrica. El seu origen històric es remunta al Regne de València, entitat política, jurídica i administrativa fundada el 1239, i amb vigència fins al 1707. S'estén des del riu Sénia fins a Pilar de la Foradada, més enllà de la desembocadura del riu Segura, amb una delimitació terrestre de 834 km de longitud, i 644 km de longitud de costa. A més a més, les illes mediterrànies de Nova Tabarca, i dels Columbrets, així com altres illes menors adjacents, són també d'administració valenciana; també s'estén pel Racó d'Ademús, un enclavament valencià envoltat per municipis aragonesos i manxecs.